# Héraclide de Cumes
Pour les articles homonymes, voir Héraclide.
Héraclide (en grec ancien Ἡρακλείδης) est un historien grec natif de Cymé, en Éolide.

## Notice historique
Originaire de Cymé, en Éolide, quelques fragments de son Histoire de Perse sont préservés par Athénée, décrivant quelques habitudes de la cour de Perse, où il a vécu à l'époque Achéménide,.

## Ouvrages
Auteur de Persica (Persiques) en cinq livres, histoire de Perse dont il ne reste presque rien. (fl. -350). Athénée cite un passage de son deuxième livre intitulé Préparatifs, son premier et cinquième livre.